# Bauhinia endertii
Bauhinia endertii är en ärtväxtart som beskrevs av Kai Larsen och Supee Saksuwan Larsen. Bauhinia endertii ingår i släktet Bauhinia och familjen ärtväxter. Inga underarter finns listade i Catalogue of Life.